# Plasma-opsluiting
Plasma-opsluiting (of plasmabeheersing) is het opgesloten houden van een plasma binnen een vat of beperkte ruimte. Doel is om het plasma op voldoende temperatuur en druk te houden voor een bepaalde toepassing. Niet voor elke toepassing is dit nodig (de plasmaboog bij booglassen blijft door een constante energietoevoer heet genoeg zonder opsluiting) of problematisch (het plasma in een fluorescentielamp kan eenvoudig in een glazen buis worden opgesloten). De term wordt daarom vooral gebruikt binnen onderzoek naar fusie-energie, omdat daar plasma's van miljoenen °C met voldoende dichtheid lang genoeg moeten worden opgesloten om kernfusie te laten optreden. Door de enorm hoge temperatuur zorgt direct contact tussen het plasma en een vaste wand in dit geval niet alleen voor sterke afkoeling van het plasma, maar ook voor schade aan de vaste wand.  
In fusieonderzoek worden daarom vaak elektrische of magnetische velden gebruikt om het plasma weg te houden van de wand (in feite te laten zweven), zoals in tokamaks of stellarators. Een andere techniek is zogenaamde traagheidsopsluiting, waarbij de fusie-brandstof beschoten wordt door krachtige lasers. Hierdoor wordt het plasma in korte tijd zo sterk verhit dat het de tijd niet heeft om uit te dijen, en zo door de eigen traagheid voor korte tijd voldoende dichtheid heeft om kernfusie op te laten treden. Een voorbeeld hiervan is de National Ignition Facility in Californië. 